# رودوليفوس (سيرري)
رودوليفوس (Ροδολίβος) هي مدينة في سيرري في مقاطعة فوريا إلادا في اليونان.